# Can Akkuzu
Can Akkuzu (Haguenau, 23 mei 1997) is een Frans professioneel tafeltennisser. Hij speelt rechtshandig met de shakehandgreep.
In 2019 werd hij Frans kampioen enkelspel. 

## Belangrijkste resultaten
- Brons met het team op de Europese kampioenschappen 2019.
- Brons met het team op de Europese kampioenschappen 2023.